# Brauerei Bauer
Die Privatbrauerei Bauer GmbH war eine Brauerei mit Sitz im oberbayerischen Sankt Wolfgang.

## Geschichte

Ehemaliges Brauereigebäude, 2022

Die Brauerei wurde 1691 gegründet. Sie firmierte auch unter den Namen Brauerei Martin Bauer (1883), Brauerei Georg Bauer (1912), Brauerei Maria Bauer (1959), Brauerei Georg Bauer (1969) sowie Brauerei Georg Bauer GmbH (1989). Die Biere wurden teilweise unter dem Namen Goldachperle vermarktet, mit Bezug auf den Fluss Goldach, der durch Sankt Wolfgang verläuft.
1993 wurde die Privatbrauerei Bauer GmbH durch Hans Hartl erworben. Die Firma wurde zum 29. August 1996 aus dem Handelsregister gelöscht, nachdem Hartl für den Betrieb der Brauerei das Unternehmen Privatbrauerei St. Wolfgang GmbH gegründet hatte.
Nach der durch andere Beteiligungen Hartls ausgelösten Privatinsolvenz des Eigentümers wurde der Geschäftszweck der Firma Privatbrauerei St. Wolfgang GmbH in „Besitz und Betrieb der ehemaligen Brauerei Bauer GmbH in St. Wolfgang“ geändert und der Firmensitz nach Oberschleißheim verlegt. Die Firma wurde schließlich 2004 aufgelöst und bis 2010 liquidiert.
Das ehemalige Betriebsgebäude befindet sich neben dem Wolfganger Rathaus und wies bis zum Sommer 2012 immer noch den Schriftzug des Unternehmens auf. Ein Teil des Gebäudes wurde nach Auflösung der Brauerei als Gaststätte und anschließend bis etwa 2014 als Tanzlokal genutzt. Ende 2014 erwarb die Gemeinde Sankt Wolfgang das Gelände samt Brauerei sowie ein Nachbargrundstück, um es nach Neubebauung einer Wohn-, Gewerbe-, öffentliche und Kommunalnutzung zuzuführen. Bis Herbst 2022 hatten die Bauvorhaben noch nicht begonnen.